# Sitio de Huesca
El sitio de Huesca fue un intento de los carolingios de someter Huesca. La ciudad era gobernada desde el 803 el general Amrus ibn Yusuf, leal al emir de Córdoba. El rey de Aquitania, Ludovico Pío, envió a asediar la ciudad al conde Heriberto, seguramente hijo de Guillermo I de Tolosa, en calidad de missus dominicus (comisario real).
Seguramente en la primavera del año 812, Heriberto, con el ejército de Aquitania, cruzó el Somport por la vía romana hacia Huesca y la asedió. Pero fue negligente en el asedio y algunos señores de su ejército avanzaron temerariamente hasta los muros de la ciudad, estando a punto de ser aniquilados tras haber insultado a los defensores y haber sido sorprendidos en una vigorosa salida. La defensa de la ciudad y el contraataque fueron duros, acabando con muchos de estos señores muertos y haciendo retirarse al resto. Heriberto, desesperado con la resistencia oscense, levantó el campamento al final del otoño y después de devastar la campiña de los alrededores, volvió a la corte de Ludovico, al que encontró de cacería. Mientras, al-Hakam I había pedido la paz a Carlomagno, que le concedió una tregua de tres años.